# Ostřice úzkolistá
Ostřice úzkolistá (Carex stenophylla, syn.: Vignea stenophylla) neboli tuřice úzkolistá je druh jednoděložné rostliny z čeledi šáchorovité (Cyperaceae).

## Popis
Jedná se o rostlinu dosahující výšky asi 10–30 cm. Je vytrvalá, a vytváří dlouhé tenké oddenky, ze jejichž uzlin v malých trsech vyrůstají lodyhy s listy. Sterilní olistěné výhony u tohoto druhu chybí. Lodyha je tupě trojhranná, hladká nebo nahoře trochu drsná. Listy jsou střídavé, přisedlé, s listovými pochvami. Čepele listů jsou asi 0,5–1 mm široké, žlábkovité až svinuté. Pochvy dolních listů jsou světle hnědé, později tmavnou a slabě se vláknitě rozpadají. Ostřice úzkolistá patří mezi stejnoklasé ostřice, všechny klásky vypadají víceméně stejně a obsahují samčí i samičí květy. V dolní části klásku jsou samčí květy, v horní samičí. Celý lichoklas (klas klásků) je asi 0,8–1,5 cm dlouhý a obsahuje cca 5–10 klásků. Okvětí chybí. V samčích květech jsou zpravidla 3 tyčinky. Čnělky jsou většinou 2. Plodem je mošnička, která je vynikle žilnatá a vně silně vypouklá, tmavě červenohnědá, asi 3–4,5 mm dlouhá, na vrcholu náhle zúžená v krátký dvouzubý zobánek. Každá mošnička je podepřená plevou, která je kaštanově hnědá s žlutavým kýlem a širokým blanitým lemem na okraji. Kvete nejčastěji v březnu až v květnu. Počet chromozómů: 2n=60.

## Rozšíření
Ostřice úzkolistá je rozšířena hlavně v jihovýchodní Evropě, méně zasahuje až do střední Evropy, na východ její rozšíření sahá do Asie.

## Rozšíření v Česku
V ČR roste v současnosti jen v teplých oblastech jižní Moravy. Kdysi rostla i v Čechách, ale zde už vyhynula. Jedná se o kriticky ohrožený druh flóry ČR (kategorie C1) Je to druh suchých stepních trávníků, často na vátých píscích.